# Gerlinde Neumann
Gerlinde Neumann (* 5. September 1938 in Neunkirchen; † 11. Mai 2008 in Neunkirchen) war eine deutsche Politikerin (SPD).
Nach dem Besuch der Volksschule (1945–1952) und der Handelsschule (1952/1953) absolvierte Neumann eine Ausbildung zur Zahnarzthelferin und war bis 1958 in diesem Beruf tätig. Danach arbeitete sie bis 1976 als kaufmännische Angestellte/Sachbearbeiterin beim Eisenwerk Neunkirchen. Von 1979 bis 1984 war sie bei der IG Metall angestellt, anschließend arbeitete sie bis 1990 erneut als Zahnarzthelferin.
Seit 1974 war Neumann Mitglied der SPD und hatte in ihrer Partei verschiedene Funktionen inne, unter anderem war sie Vorstandsmitglied und stellvertretende Vorsitzende des Ortsvereins Furpach. Für die Arbeitsgemeinschaft sozialdemokratischer Frauen hat sich Neumann ebenfalls eingesetzt. Daneben war sie gewerkschaftlich aktiv: Sie war von 1960 bis 1986 Mitglied der IG Metall und übernahm dort verschiedene Aufgaben auf Bezirksebene. Ab 1986 gehörte sie der ÖTV an.
Von 1979 bis 1989 war Neumann Ortsratsmitglied in Furpach/Ludwigsthal/Kohlhof. 1990 wurde sie in den Landtag des Saarlandes gewählt und gehörte ihm für zwei Legislaturperioden an. Bei der Wahl 1999 trat sie nicht erneut an.
Ehrenamtlich engagierte sie sich beim Neunkircher Pro-Familia-Verein, dessen Vorsitzende sie mehrere Jahre war, außerdem war sie Mitglied der Arbeiterwohlfahrt, des Heimatvereins Furpach, des Verbands alleinstehender Mütter und Väter Neunkirchen sowie des Städtepartnerschaftsvereins Neunkirchen.